# Saint-Gilles-des-Marais
Saint-Gilles-des-Marais település Franciaországban, Orne megyében. Lakosainak száma 106 fő (2022. január 1.). Saint-Gilles-des-Marais Saint-Mars-d’Égrenne és Domfront en Poiraie községekkel határos.

## Népesség
A település népessége az elmúlt években az alábbi módon változott:
| Lakosok száma | 107  | 110  | 113  | 111  | 109  | 106  | 104  | 106  | 106  |
|               | 2013 | 2015 | 2016 | 2017 | 2018 | 2019 | 2020 | 2021 | 2022 |